# 罗兰·巴特
罗兰·巴特（Roland Barthes，1915年11月12日—1980年3月26日），法国文学批评家、文學家、社會學家、哲学家和符号学家。巴特的許多著作對於後現代主義，尤其是結構主義、符號學、存在主義、馬克思主義與後結構主義思想的产生了很大影響。

## 生平
1915年11月12日，羅蘭·巴特出生在法國諾曼第的瑟堡。父親路易·巴特是一位海軍軍官，在他未滿一歲前於北海的一場戰鬥中死亡。巴特的母親安麗耶塔·巴特與他的姑姑與祖母共同抚养他，在法國巴约讷，他跟著姑姑學習鋼琴，是他初次接觸文化的經驗。9歲時他跟隨著母親遷移到巴黎並且居住在那直到成年。（這造成他一生中對鄉村文化的熱愛）
巴特在学生时代便展現出過人的天賦。1935年到1939年，巴特就读于巴黎大學并獲得古典希臘文學學位。後因為肺結核使他經常進出療養院，亦因健康問題中斷了他的學術生涯，但也使他在二次世界大戰期間没有徵召入伍。在無法進入法國主要大學進修的狀況下，他輾轉於各地做法語講師，其後在他的學術生涯中也刻意避開這些主要的正規大學教职。
在健康状况不佳的的這些年間，巴特將大部份的時間用在取得文法與文字學學位上，也發表了第一篇論文，同時參與了一個醫學預科的研究。1948年他繼續從事學術研究，在法國、羅馬尼亞與埃及的研究機構裡得到一些短期的職位。這段時間裡他參與了巴黎左派論戰，後來將觀點整理成第一篇完整的作品《写作的零度》（1953）。1952年他進入了國家科學研究中心從事辭彙學與社會學的研究，之後的七年間他發表揭露大眾文化的迷思的文章於新文藝雜誌上，爾後集結成冊神話學（1957）。
60年代初期，巴特在社会科学高等学院開始了對符號學與結構主義的探索，這時期他主要的作品是對傳統學院文學理論觀點以及大眾文學型態的論述。他獨特的觀點引起法國思想家的不滿，他們稱巴特為新批評，認為巴特漠視且不尊重文化中的文學根源。巴特則以《批評與真實》與其對抗，控訴舊的、布爾喬亞式那種不重視語言細節的、刻意忽視其他理論概念（如馬克思主義）挑戰的批評方式。
60年代晚期，巴特的名聲越来越大，他到日本和美國旅遊，在約翰霍普金斯大學發表演說。1967年，他發表了他最著名的論文《作者之死》，主要是受到雅克·德希達逐漸崛起的解構主義所影響，這篇論文變成為他向結構主義思想告別的轉折。巴特持續地在菲利普·索莱尔所主編的前衛文學雜誌《原樣》（Tel Quel）上發表文章，該雜誌亦相當贊同由巴特作品所發展出的各類理論。1970年發表著名的作品《S/Z》，是對巴爾扎克小說作品《薩拉辛》的批判式閱讀，被認為是巴特最為質量兼具的作品。整個70年代巴特持續的發展他的文學批評理論，發展出文本性與小說中的角色中立性等概念。1971年成为日内瓦大学客座教授。
1975年，他完成题为“罗兰·巴特”的自传。1977年被選為法蘭西學院文學與符號學主席。同年他的母親逝世，對於從小被母親獨自扶養長大的巴特而言是重大的打擊，他將過往與攝影相關的論述與理論集結成冊為他最後的偉大作品《明室》。本書從他對一張母親的老照片沉思開始論起，包含了他對攝影媒介對傳播的理論論述，以及他對母親思念的哀悼。在他母親過世三年之後，1980年2月25日，當他從密特朗主辦的一場宴會離開返家時，於巴黎的街道上被卡車撞傷。一個月後的3月26日，巴特因傷重不治而逝世，享年64歲。

## 著作及观点

### 早期思想
巴特最早期的作品主要是對40年代存在主義思潮的回應，尤其是針對其代表人物萨特。在萨特的作品《什麼是文學？》中，他將自己從既已建立的書寫形式以及他認為敵視讀者的前衛書寫形式中抽離。而巴特的回應是：何不尋找書寫中那些特別而獨創的元素。在《写作的零度》中，巴特認為，語言與形式都是呈現概念上的常規，而不完全是創意的表現。形式，或者是巴特所稱的“書寫”是個體選擇以獨特的方式操作形式上的常規來達到他所想達到的效果，這是一個獨特且創造性的行動。當一個人書寫的形式向大眾發表以後，將無可避免的成為常規，這表示創作成為一種在持續不斷改變與反應中的連續性歷程。他認為加缪的《異鄉人》中那種誠意地忽略矯情的細節描寫與風格的塑造，正是理想的例子。
從對法國史學家米什萊作品的批判閱讀中，巴特持續發展他的觀點，並且將其運用在更為廣闊的領域。他解釋米什萊對歷史與社會的觀點具有明顯的缺陷，但是透過對於他的作品的研讀，個人不應該學習他的觀點，而是保持著批判的距離，從他的錯誤中學習。了解他的思想如何、為什麼有缺陷將能更了解他的歷史分期勝過他的觀察。
同樣的，巴特認為前衛書寫在作品與讀者間刻意保持距離的態度應當受到稱讚。前衛作家透過這種明顯刻意而不宣稱的方式，確保讀者保持客觀的觀點閱讀他們的作品。從這角度來看，巴特相信藝術應是批判的，並且詢問着這世界，而不是尋找並解釋這世界，就如米什萊所為。

### 符号学和神话研究
巴特很多每月供稿都收录在了《神话修辞学》一书中。为了揭露资产阶级社会如何通过某些特定的文化材料来维护它的价值观念，这些文章频繁地拷问这些文化素材。例如，在法国社会，喝葡萄酒被刻画为一种健康的习惯，这就是资产阶级的理想，它实际恰与现实情况矛盾，即葡萄酒并不健康，且会使人醉倒。他发现符号学这种研究记号的学问在这些拷问中十分有效。巴特解释说，这些资产阶级文化神话只是“二阶符号”，或仅是“内涵”（connotation）。一个满的、黑暗的瓶子的图画是一个能指（signifier），指向了一个特定的“所指”：一种酿造的酒精饮料。然而，资产阶级将其导向了另一个新的所指：健康、强健、轻松的体验。这样操纵的动机既包括销售产品的欲望，也包括维持现状的欲望。这些洞见使巴特与马克思主义理论相近。
在《流行体系》一书中，巴特揭示了这些掺假的记号如何被轻易地翻译进词语中。在这部作品中，他结识了在时尚世界中，任何单词都可以被搭载资产阶级的理想主义的重大涵义，因此，假如流行时尚说，“罩衫”对某个特定的场合或集会很完美，这一观点就会被立刻自然化，并作为真理而被接受，即使实际上这一符号完全可以与“衬衫”、“汗衫”等词等价互换。最终，巴特的“神话修辞学”沉陷在资产阶级文化中，当他发现许多第三方人士都请求他评论某个文化现象，对于他对读者群的控制而很有兴趣。这一转变导致他质疑为大众做文化祛魅的总体效用，认定这可能是无果的尝试，并驱使他在艺术中寻求个人的价值。

### 结构主义及其局限
与皮卡德的论争期间，巴特在结构主义方面的著作开始盛行。他在结构方面的研究集中于揭示语言在写作中的意义，而这正是他感到在传统批评中被忽视的。巴特的《叙事作品结构分析导论》着力于审视句子结构和更宏大的叙事的对应关系，因此可以使叙事在语言学线索上被研究。巴特将该作品分割为三个层级关系：“功能层”、“行为层”和“叙述层”。“功能”指那些作品中基本的部分，比如一个简单的描述词，它可以被用来确定某个人物。这一人物便是“行为”，因而也是构成“叙事”的元素中的一个。利用这一区分，巴特能够评估特定关键“功能”在形成人物中的作用。例如关键词“黑暗的”、“神秘的”和“古怪的”，当他们联合在一起的，就明确地表现出了一种特定的人物，或者说“行为”。通过将作品打碎，分列进不同的类别，巴特能够判断形成给定“功能”形成它们的“行为”时，现实主义在其中的程度，因而判定一组叙事具备多大的真实性，可以被说成是反映了现实。因此，他的结构主义理论成为了一组正在进行的、企图拆解和暴露资产阶级迷惑人心的运作机制的尝试中的一个。
虽然巴特发现结构主义的确是一个有效的工具，并认为文学话语可以被形式化，他并不就此认定它可以成为严格的科学行为。在六十年代后期，文学批评的领域正发生着一系列激进的运动。德里达的后结构主义和解构主义运动挑战着巴特所标志的结构主义理论的极限。德里达看出了结构主义中的缺陷，即它依赖于先验的能指；一种永久的、普遍的意义在这样封闭的系统中作为一个指示点成为必须。这意味着，没有规定的评判标准，缺乏作品本身外指涉的批判系统永远无用。然而因为没有永恒和普世的意义符号，结构主义的整个前提，作为一种估量写作的方式，就是空洞的。

### 转变
这一突破性的想法不仅使得巴特开始思考指号和象征的局限性，而且使他反思西方文化对终极标准和恒定性信仰的依赖。1966年，他赴日本旅行，在那里他写作了《符号学帝国》一书，并在1970年出版。该书思索日本文化对不寻求超验能指的满足，他注意到，在日本，没有人强调某种重要的焦点，据此来判断所有其他标准。他将东京的中心皇城描述为安静而无法归类的表象，被人躲避且不被思索，而非一个巨大、压迫性的实体。本质上，巴特反思了指号在日本自在（exist for their own merit）的能力，它们仅保留了其能指所自然赋予的意义。此类社会与他此前在《神话修辞学》中所解剖的社会构成巨大对比，后者自然的能指之上永远要确立一个更大、更复杂的意义。
继而，巴特便创作了他最著名的作品，文论《作者之死》（1968）。巴特将文学批评中的作者概念，或者说作者权威，视为对文本终极含义的牵强附会的推断。通过想象某一文学作品终极的作者意图，读者可以寻求到终极解释。然而，巴特指出语言中意义的巨大扩散和作者心理的不可知使得此一终极启示不可能实现。本质上，“可知的文本”整个概念不过是西方资产阶级文化的又一错觉罢了。实际上，给某本书或某首诗以终极决断的想法符合使它可供消费的观点，使它成为在资本主义市场中可以用尽并替换之物。《作者之死》有时被认为是后结构主义作品，因为它越过了企图量化文学的传统，但其他人认为它对巴特而言只是转变期，而他只是持续在资产阶级原则之外的文化中寻求意义。

### 文本性和《S/Z》
自从巴特认定我们无法确认作者可能的意图后，他就开始考虑我们可以从何种其他出处为文学寻求意义。结论是，因为意义不能来自作者，它必须主动地被读者在文本分析的过程中被创造。在他雄心勃勃的作品《S/Z》（1970）中，他将此一观点用于繁複地分析巴尔扎克短篇小说《萨拉辛》中。最终结果是确立了五种主要符码，可用于确定不同种类的意义，同时包含了561个文段贯穿整个文本。这些符码使它将小说定义为是具有文本复数性能力，并受到他对严格序列性的元素依赖的局限，例如一个确定的时间线，读者必须延此阅读，因而限制了自由分析。由此，巴特作出结论，理想的文本应是可反转的，或者说，是向最多重的独立诠释敞开，并不受到意义的束缚。通过逃避限制的因素，如《萨拉辛》所承担的严苛时间线索和事件的精确定义，一个文本可被反转。他将此一差别描述为“写的文本”和“读的文本”之间的差异，前者中读者主动创造，后者中他们被局限于阅读。此一作品帮助巴特认清其文學追求：詮釋開放。

### 中性的和小说的写作
1970年代后期，巴特逐渐关注于两种语言类型的冲突：流行文化的语言，他将之视为限制的、成套路的，以及中性的语言，他视其为开放的和暧昧的。他将这两种对立的模式称为“成见”（Doxa）和“悖论”。尽管巴特在过去同情马克思主义者，他仍然感到，即便呈现出反意识形态的姿态，马克思主义理论在使用暴力的语言确立意义上与资产阶级文化具有相同的罪责。在这一方式上，二者都属于“成见”，在文化上相互交融。作为对这一反思的反应，他写作了《文之悅》（1975）一书，着力研究他感到同时超脱于保守主义社会和左翼激进思潮的主旨：享乐主义。通过讨论这一同时被两种社会思想极端排斥的主题，巴特感到他可以避开“成见”的限制性语言的危险。由此发展出的理论认为，虽然为快乐的阅读是以最终社会行为，由此读者可以将自己暴露于作者的思想，最终在愉快的阅读中起宣泄作用的高潮，它将之称为阅读中的极乐或快感，出现在读者迷失在文本中的时刻。将自我迷失于文本，或沉浸于文本，标志了阅读的终极影响，这种阅读是在社会领域之外被经历的，不受文化上相互组合的语言的影响，因而是对于社会进步而言是中性的。
尽管有了这一关于阅读的最新理论，巴特一直注意着达到这种真正中性的写作的难度，因为这种写作必须避开任何带有隐义或带有某一给定客体的身份的标签。甚至是有意构筑中立的写作也得在确定的语境中进行，通过偶然的用词，而该词却包含既定的社会语境。巴特感到他过去的作品，如《神话修辞学》，正受累于这一必然。他对寻找创造中性写作的最佳办法变得饶有兴味，并决定尽力创作一种小说的修辞方式，它不寻求给读者强加任何意义。这一努力的结果之一便是《戀人絮語》（1977），其中他虚构了一个恋人的遐想，他企图辨别出一个无名的、情欲的他者，或被这一他者辨出。借他所追寻的指号，他可以展示或收获爱情，这位没有回报的恋人彰显了这种追求的虚假幻觉。恋人尝试将自身确立在一个虚假的、理想的现实，这种尝试也包含了一种幻想，暴露出爱情追求的内在逻辑矛盾。但同时这一虚构人物也是具有同情心的，因而不仅包容批评，也包容读者对他的理解。最终结果是，他挑战了读者关于爱情的社会建构的观点，同时又没有确立任何有关意义的理论。

### 摄影
巴特从始至终都关注着摄影，以及它表现现实事件的潜能。在许多五十年代的神话学供稿中，他都尝试证明摄影图像能再现隐含意义，因而被资产阶级用以推出“自然的真理”。但是他依然认为摄影具有表现完全真实的世界的独特潜能。他的母亲，亨丽埃特·巴特（Henriette Barthes）死于1977年，随后他开始写作《明室》（Camera Lucida）一书，尝试解释她的照片中的独特涵义。他反思了两种意义间的关系：照片鲜明的符号意义[他称之为“知面”（Studium）]和纯粹个人性并依赖于个人的意义，它“刺透了观者”[他称之为“刺点”（Punctum）]，巴特受到这一事实的困扰，即当个人的意义被传达给他人，并且它的符号逻辑可以被理性解释时，这种区分便崩溃了。巴特解释道，照片创造了“如今是什么”的虚假幻觉，而“曾经是什么”却是对照片更准确的描述。已被她的死变为有形的亨丽埃特·巴特幼年的照片便是“不再是什么”的证据。它并没有让现实坚实起来，相反，它提醒我们世界永远处于变化的本质。因而，巴特母亲的照片中就永远包含一种独特的个人性因素，不能从巴特的主体状态中移除：那反复出现的失落感，无论他何时重温这照片。作为他死前最后作品，《明室》既是对复杂的主体、意义和文化社会关系的持续反思，也是对他母亲动人的献礼和他悲伤的深切描绘。

### 遗著
1987年，弗朗索瓦·瓦尔出版了巴特死后留下的文集，命名为《事件》（Incidents）。该文集收录了：巴特日记中的片段、《夜晚巴黎》（1979年居于巴黎时的情色日记选段）、早期保留下来的日记（他在摩洛哥的同性恋遭遇），以及《西南的光》（他对法国田园童年生活的回忆）。2007年11月，耶鲁大学出版社出版了巴特鲜为人知的作品《什么是体育》的英译本。这一作品与《神话修辞学》极为相似，最初被加拿大广播公司作为休伯特·阿坎（Hubert Aquin）的用做纪录片文字。

2009年1月，门槛出版社（Éditions du Seuil）出版了《哀悼日记》（Journal of Mourning），收录了巴特自1977年11月26日（其母逝世之日）至1979年9月15日期间所写的文稿。这些手稿描绘了他丧亲之痛：
可怕但不痛苦，她从前不是我的全部。不然我不会写任何作品。自从我照顾她六个月之后，她实际上就成为了我的全部，并且我全然遗忘我曾写过的一切。我就是无望的她。此前她让她自己变得澄明，这样我能够写作……角色的混合。这些月来我成了她的母亲。我感到我失去了一位女儿。
巴特的余生都沉浸于丧母之痛：“不要说悲痛。这太过精神分析了。我不在悲痛中。我在受苦。”，“我房间的角落，在那里她卧病在床，在那里她死去，在那里我现在正睡着，还有墙，她的床头板曾经依靠，我在那上面挂了一幅肖像——并非出于信仰。我总是在桌子上放些花。我不愿到任何地方旅行，这样我就可以呆在那里，防止这些花枯萎。”
2012年，巴特的《中国行日记》出版。1974年他曾与文学杂志的同事一道赴中国，该书收录了他在中国旅行三周的笔记。巴特对这次经历或多或少抱有遗憾，他发现中国“根本没有异国风范，根本不令人困惑” 。

## 影响
巴特深刻而敏锐的评论对结构主义、符号学和后结构主义等学派的发展做出了贡献。即便巴特的影响主要局限在理论领域中，他的著作让他与这些思想流派关联在一起，但他的影响也渗透到了计算机、摄影、音乐和文学领域，这些领域无一例外都关注信息再现和沟通模型。巴特的视野之宏大，致使在他之后没有一个思想家可以效仿他。巴特的作品既不迎合、也不反对稳定性和一致性的概念，这意味着，他的理论并不是效仿任何别的思想教条得来的，所以也就无所谓“巴特主义”。巴特的名字和思想不如马克思、杜威或弗洛伊德那样为人所知，他拒绝接受各种推断出而来的意识形态（inferred ideologies），不论它们的来源如何。在此意义上，他的作品引发了个人化的思想和可变性，而非一致性，任何一个对推断涵义（inferred meaning）持反对态度的思想家、理论家都能被看作是巴特的追随者。人们可以从巴特的观点中获益良多，他的大量著作都是可贵的洞见来源，以及分析任何人为再现的意义的工具。

## 重要概念

### 作者之死
要理解一部作品，有赖于作者的身份、政治立场、其所处时代的历史背景、宗教信仰、种族、道德观念、精神分析或者是其他传记等。巴特认为这种批评虽然可梳理也可信，但是绝对是有不可忽视的瑕疵。这种做法等于“赋予文本一个作者”，并且导致“对文本强加限定”。因此，读者有必要讲将文本与作者剥离以此来逃避暴力解读。
所有文本都有很多层次和意义。巴特认为文本和织物是有相似之处的，他认为“文本就是引用的编织”，是从“无数文化与个人经验中心”而来的。而文本的本质意义是什么，完全是由读者的印象决定的，这与作家的“激情”或者“品味”无关。也就是说，一个文本是在读者那里获得统一。每一部作品都在被阅读的“此刻”被重写，因为原著的意义本来就存在于语言本身和读者的印象与理解中，讀者在閱讀過去人寫的文章，不需要去追尋作者本來的意義，可以以自己的想法去詮釋。
巴特认为传统的批评存在一个特别令人郁闷的问题：我们如何精确探寻到作者真正的意图呢？答案根本就是“不可能”。举例：巴尔扎克的《萨拉辛》讲一个男人误把一被个阉割的男歌手当成了女人并且爱上了“她”，在文中这个人物爱上的是“她”的女性气质。巴特向他的读者提出了问题：“这是巴尔扎克有意将女性气质搬入文学作品吗？还是这是一种普遍的智慧？或者是浪漫主义的精神分析？……我们永远也不可能知道了”。写作这种“摧毁每一种声音”的东西挑战了每一种单一的阐释或者视角。
超现实主义运动中借助“自动书写”（automatic writing）去表达“头脑意识不到之物”；语言学领域也有“一切阐释都无意义”。巴特的这篇文章就是分离“权威与作者有必然联系”此种想法的说明。也是前面两种观点的延伸。读者不去发掘“单纯的‘理论上’的意义（作者作为上帝所要传达的信息）”，而是在多维的空间中去认识写作并非被“解释”，而是被“解开”。“不需要去设定一个‘秘密’或者说终极意义，而是给反理论行为松绑，这种反理论行为就是拒绝意义的，也借由此拒绝了‘上帝’和其該等本质——缘由，科学还有法律。”

## 批评
1964年，巴特写著《最后一个快乐的作家》，这一标题指的是伏尔泰。在这篇文章中，他评论了现代思想家在发现哲学和思想中的相对主义后的问题，批评了以往逃避这一困难的哲学家。丹尼尔·戈登（Daniel Gordon，伏尔泰小说《憨第德》的译者和编辑者）反对巴特对伏尔泰的描述，写道“从来没有一个杰出的作家如此彻底的误解另一个杰出作家”。

## 著作的中文出版情况
台湾
- 《寫作的零度：結構主義文學理論文選》，李幼蒸譯，台北：久大，1991
- 《神話學》，許薔薔，許綺玲譯，台北：桂冠，1997
- 《神話學》（全譯本），江灝譯，台北：麥田，2019
- 《明室攝影札記》，許綺玲譯，臺北市：臺灣攝影工作室, 1997
- 《符號禪意東洋風》（即《符號帝國》），孫乃修譯，台北：臺灣商務，1993
- 《符號帝國》，江灝譯，台北：麥田，2014
- 《批評與眞實》，溫晉儀譯，台北：桂冠，1997
- 《羅蘭巴特論羅蘭巴特》，劉森堯譯，台北：桂冠，2002
- 《戀人絮語：一本解構主義的文本》，汪耀進，武佩榮譯，台北：桂冠，1991
- 《哀悼日記》，劉琍譯，台北：商周，2011
- 《物體世界: 羅蘭·巴特評論集 1》，陳志敏譯，台北：桂冠，2008
- 《符號的想像: 羅蘭·巴特評論集 2》，陳志敏譯，台北：桂冠，2008

中国大陆
- 《文之悦》，屠友祥译，2002，上海：上海人民出版社出版
- 《罗兰·巴特随笔选》，怀宇译，2012，天津：百花文艺出版社
- 《S/Z》，屠友祥译，2000，上海：上海人民出版社
- 《一个解构主义的文本》，汪耀进，武佩荣译，1996，上海：上海人民出版社
- 《罗兰·巴特自述》，怀宇译，2002，天津：百花文艺出版社
- 《罗兰·巴特：明室-摄影纵横谈》，赵克非译，文化艺术出版社
- 《形象的修辭：廣告與當代社會理論》，吴琼，杜予編，北京市：中国人民大学, 2005

（罗兰·巴尔特文集）
- 罗兰·巴特著，李幼蒸译：《写作的零度》，北京：中国人民大学出版社（2008-01）
- 罗兰·巴特著，李幼蒸译：《符号学历险》，北京：中国人民大学出版社（2008-01）
- 罗兰·巴特著，李幼蒸译：《埃菲尔铁塔》，北京：中国人民大学出版社（2008-01）
- 罗兰·巴特著，李幼蒸译：《符号学原理》，北京：中国人民大学出版社（2008-01）
- 罗兰·巴特著，安德莱·马尔丁（Andre Martin）、李幼蒸译：《埃菲尔铁塔》，北京：中国人民大学出版社（2008-01）
- 罗兰·巴特著，张祖建译：《米什莱》，北京：中国人民大学出版社（2008-01）
- 罗兰·巴特著，怀宇译：《文艺批评文集》，北京：中国人民大学出版社（2010-04）
- 罗兰·巴特著，李幼蒸译：《小说的准备——法兰西学院课程和研究班讲义（1978-1979，1979-1980）》，北京：中国人民大学出版社（2010-05）
- 罗兰·巴特著，怀宇译：《罗兰·巴尔特自述》，北京：中国人民大学出版社（2010-05）
- 罗兰·巴特著，张祖建译：《中性——法兰西学院课程讲义（1977—1978）》，北京：中国人民大学出版社（2010-06）
- 罗兰·巴特著，怀宇译：《如何共同生活——法兰西学院课程和研究班讲义（1976-1977）》，北京：中国人民大学出版社（2010-07）
- 罗兰·巴特著，赵克非译：《明室：摄影札记》，北京：中国人民大学出版社（2011-03）
- 罗兰·巴特著，李幼蒸译：《萨德傅立叶罗犹拉》，北京：中国人民大学出版社（2011-08）

（明德书系·文化译品园）
- 罗兰·巴特著，怀宇译：《中国行日记》，北京：中国人民大学出版社（2012-01）
- 罗兰·巴特著，怀宇译：《哀痛日记》，北京：中国人民大学出版社（2012-01）

- （法）巴特著，汪耀进，武佩荣译：《恋人絮语》，上海：上海人民出版社（2009-06）
- （法）巴特著，屠友祥，温晋仪译：《神话修辞术/批评与真实》，上海：上海人民出版社（2009-08）